# Tera Corá
Tera Corá, Tera Cora – miejscowość (plaats) i osada (buurt) w dystrykcie Bandabou, w kraju autonomicznym Curaçao, należącym do Holandii, w Ameryce Południowej. 23 marca 2011 r. liczyła 5244 mieszkańców. Nazwy ulic w miejscowości pochodzą od skał, które można występują na wyspie. W pobliżu znajduje się elektrownia wiatrowa.

## Osady
Cztery osady (buurt) wchodzą w skład miejscowości:
| Lp. | Nazwa      | Powierzchnia km² | Liczba mieszkańców |
| --- | ---------- | ---------------- | ------------------ |
| 1.  | Fontein    |                  | 249                |
| 2.  | Grote Berg | 1,08             | 841                |
| 3.  | Siberi     |                  | 353                |
| 4.  | Tera Corá  | 18,16            | 2521               |